# تونی لیانگ
تونی لیانگ چائو-وِی (به چینی: 	梁朝偉؛ به انگلیسی: Tony Leung Chiu-Wai. زادهٔ ۲۷ ژوئن ۱۹۶۲) بازیگر و خوانندهٔ چینی است.
وی بخاطر ایفای نقش در فیلم در حال و هوای عشق برگزیدهٔ جشنوارهٔ فیلم کن شد.
لیانگ در ۷ فیلم از آثار وونگ کار-وای به ایفای نقش پرداخته است، از آن جمله می‌توان به چانگ‌کینگ اکسپرس، شادی در کنار هم، ۲۰۴۶ و در حال و هوای عشق اشاره کرد.